# Hronská Dúbrava
Hronská Dúbrava (bis 1946 slowakisch „Dúbrava“; ungarisch Felsőbesenyő – bis 1888 Dubrava) ist eine kleine Gemeinde im mittelslowakischen Kraj Banská Bystrica. Sie liegt im Grantal zwischen den Kremnitzer und Schemnitzer Bergen, 11 km von Zvolen und 13 km von Žiar nad Hronom entfernt.
Der Ort wurde 1388 erstmals als Besserech erwähnt und gehörte zum Herrschaftsgut der Burg Sachsenstein.

## Verkehr
Heute ist sie ein regionaler Eisenbahnknoten – hier verläuft die südliche Hauptbahn von Bratislava nach Košice und die Strecken nach Banská Štiavnica und Vrútky zweigen im Ort ab.

## Bevölkerung
| Jahr                | 1994 | 2004    | 2014    | 2024    |
| ------------------- | ---- | ------- | ------- | ------- |
| Anzahl der Personen | 392  | 412     | 415     | 419     |
| Unterschied         |      | +5,10 % | +0,72 % | +0,96 % |

| Jahr                | 2023 | 2024    |
| ------------------- | ---- | ------- |
| Anzahl der Personen | 424  | 419     |
| Unterschied         |      | −1,17 % |